# Prinsesse Maud, grevinde af Southesk
Prinsesse Maud Alexandra Victoria Georgina Bertha (3. april 1893 – 14. december 1945), senere grevinde af Southesk, var datterdatter af kong Edward 7. af Storbritannien (1841–1910) og Alexandra af Danmark (1844–1925). 
Prinsesse Maud var også oldedatter af Elizabeth Hay, grevinde af Errol (1801–1856) (en datter af kong Vilhelm 4. af Storbritannien (1765–1837)).

## Forældre og søskende
Prinsesse Maud var den yngste datter af Princess Royal Louise af Storbritannien, hertuginde af Fife (1867–1931) og Alexander Duff, 1. hertug af Fife (1849–1912).
Prinsesse Maud var en yngre søster til prinsesse Alexandra, 2. hertuginde af Fife. Alastair, 2. hertug af Connaught og Strathearn, der var prinsesse Alexandras eneste barn, døde før sin mor og moster. Derfor gik titlen som hertug af Fife i arv til prinsesse Mauds søn (og senere til hendes sønnesøn).  

## Familie
Prinsesse Maud blev gift med Charles Carnegie, 11. jarl af Southesk (1893–1992). Parret blev forældre til James Carnegie, 3. hertug af Fife (1929–2015), og de blev bedsteforældre til Lady Alexandra Clare Etherington (født Carnegie) (født 1959) og David Carnegie, 4. hertug af Fife (født 1961).

## Rigsforstander
Prinsesse Maud havde ikke mange officielle pligter, men hun deltog i kroninger og andre store begivenheder i kongehuset. 
Da hun blev født, var hun nummer seks i arvefølgen til tronen. Da hun døde var hun nummer 13. 
Fra 1943 til 1945 var hun vicerigsforstander (Counsellor of State). Dette medførte, at hun blev indsat som rigsforstander, da kong Georg 6. af Storbritannien var i Afrika i 1943. 

## Titler
- 1893 – 1905: Lady (The Lady) Maud Duff
- 1905 – 1923: Hendes Højhed Prinsesse Maud
- 1923 – 1941: Lady (The Lady) Maud Carnegie (de jure: Hendes Højhed Prinsesse Maud)
- 1941 – 1945: Grevinden af Southesk (de jure: Hendes Højhed Prinsesse Maud, grevinde af  Southesk)

Juridisk set beholdt prinsesse Maud sin rang som Prinsesse og som Højhed indtil hun døde.